# Định luật chuyển động của Euler
Các định luật chuyển động của Euler gồm:
- Định luật 1: Động lượng tuyến tính của 1 cá thể. Đại lượng G có giá trị bằng tích giữa khối lượng cá thể và vận tốc của trung tâm cá thể đó:{\displaystyle \mathbf {G} \mathrm {=} m\mathbf {v} _{c}}

Lực tương tác giữa các hạt cấu tạo nên cá thể không làm thay đổi tổng động lượng của cá thể đó. Định luật còn được biểu diễn dưới dạng:{\displaystyle {\mathcal {F}}\mathrm {=} m\mathbf {a} _{G}}
- Định luật 2: Thể hiện tỉ lệ của sự thay đổi giữa momen động lượng tại một điểm,{\displaystyle {\mathcal {\mathrm {d} }}(\mathbf {H} ) \over \mathrm {d} t}, bằng tổng của các thời điểm, tại điểm đó: {\displaystyle {\mathcal {M}}={\mathrm {d} (\mathbf {H} ) \over \mathrm {d} t}}

Đối với cá thể có hướng dịch chuyển cố định trong hệ quy chiếu chỉ có 2 chiều, công thức này có thể được biểu diễn dưới dạng:{\displaystyle {\mathcal {M}}=\mathbf {r} _{cm}\times \mathbf {a} m+I\mathbf {\alpha } }
Trong đó, rcm là vị trí tọa độ của tâm khối lượng của chất điểm với sự dịch chuyển cho đến khi đạt tổng quát.

## Giải thích và ví dụ
Mật độ các hạt tại các điểm trong cá thể biến động và không nhất thiết phải bằng nhau có sự phân bố ứng suất bên trong cá thể. Sự thay đổi mật độ của các hạt trong cá thể được giới hạn bởi định luật 2 Newton về bảo tồn động lực tuyến tính và mômen động lượng, thường được áp dụng cho một hạt có khối lượng nhưng được mở rộng đối với một khối lượng không ngừng phát tán của một cá thể trong cơ học. Đối với các cá thể kế tiếp, định luật này được gọi là định luật Euler về chuyển động. Các cá thể được hình thành bởi tập hợp các hạt, mà bản thân các hạt bị chi phối bởi định luật Newton về chuyển động. Từ đó phương trình Eleur được phát triển bắt nguồn dựa trên các định luật của Newton. Tuy nhiên, định luật Eleur có thể được áp dụng như là một tiên đề để mô tả các định luật chuyển động cho các mô hình mở rộng của hầu hết các cấu trúc hạt.
Lực toàn cá thể áp dụng cho 1 cá thể liên tục theo thời gian với khối lượng m và vận tốc v được thể hiện như sau:
{\displaystyle \mathbf {F} _{B}=\int _{V}\mathbf {b} \,dm=\int _{V}\rho \mathbf {b} \,dV}
Với đại lượng b là mật độ hạt trong cá thể.
Các hạt cấu tạo nên cá thể và lực liên kết do hoạt động của các hạt này dẫn đến những lực tương ứng tại từng thời điểm (momen xoắn) tương tác đến một điểm nhất định. Như vậy, tổng momen xoắn {\displaystyle {\mathcal {M}}} được xác định bởi công thức:{\displaystyle {\mathcal {M}}=\mathbf {M} _{B}+\mathbf {M} _{C}}
Trong đó {\displaystyle \mathbf {M} _{B}} và {\displaystyle \mathbf {M} _{C}} lần lượt là thời gian tức thời lực được sinh ra bởi các hạt và những sự liên hệ tương ứng.
Như vậy, tổng của tất cả các lực tác dụng và mômen xoắn (đối với gốc của hệ tọa độ) trong cá thể có thể được đưa ra bởi biểu thức:
{\displaystyle {\mathcal {F}}=\int _{V}\mathbf {a} \,dm=\int _{S}\mathbf {T} \,dS+\int _{V}\rho \mathbf {b} \,dV}
{\displaystyle {\mathcal {M}}=\int _{S}\mathbf {r} \times \mathbf {T} \,dS+\int _{V}\mathbf {r} \times \rho \mathbf {b} \,dV.}
Xét hệ hỗn hợp là một hệ quy chiếu quán tính. R là vector vị trí của một hạt hoặc điểm P trong cá thể liên tục liên quan đến gốc của hệ hốn hợp và v là vector vận tốc của điểm P.
- Tiên đề I Euler hoặc quy luật của sự cân bằng lực tuyến tính hoặc cân bằng về trạng thái liên kết mà trong 1 khung quán tính tỷ lệ với thời gian thay đổi của G đà tuyến tính của một phần tùy ý của 1 cá thể liên tục bằng tổng số hạt {\displaystyle {\mathcal {F}}} tác động trên cùng một phần xác định, và được thể hiện như sau:

{\displaystyle {\begin{aligned}{\frac {d\mathbf {G} }{dt}}&={\mathcal {F}}\\{\frac {d}{dt}}\int _{V}\rho \mathbf {v} \,dV&=\int _{S}\mathbf {T} \,dS+\int _{V}\rho \mathbf {b} \,dV.\\\end{aligned}}}
- Tiên đề II Euler (nguyên tắc của sự cân bằng lực góc hoặc sự cân bằng của momen xoắn) tổng hợp trong một hệ quy chiếu quán tính thay đổi tỉ lệ với sự thay đổi thời gian tác dụng của sự thay đổi momen {\displaystyle \mathbf {H} } của một phần tùy ý của 1 cơ thể liên tục bằng các momen {\displaystyle {\mathcal {M}}} xoắn áp dụng tổng,và nó được thể hiện như sau:

{\displaystyle {\begin{aligned}{\frac {d\mathbf {H} }{dt}}&={\mathcal {M}}\\{\frac {d}{dt}}\int _{V}\mathbf {r} \times \rho \mathbf {v} \,dV&=\int _{S}\mathbf {r} \times \mathbf {T} \,dS+\int _{V}\mathbf {r} \times \rho \mathbf {b} \,dV.\\\end{aligned}}}
Các dẫn xuất của G và H là dẫn xuất của các vật liệu.